# 310-спираль

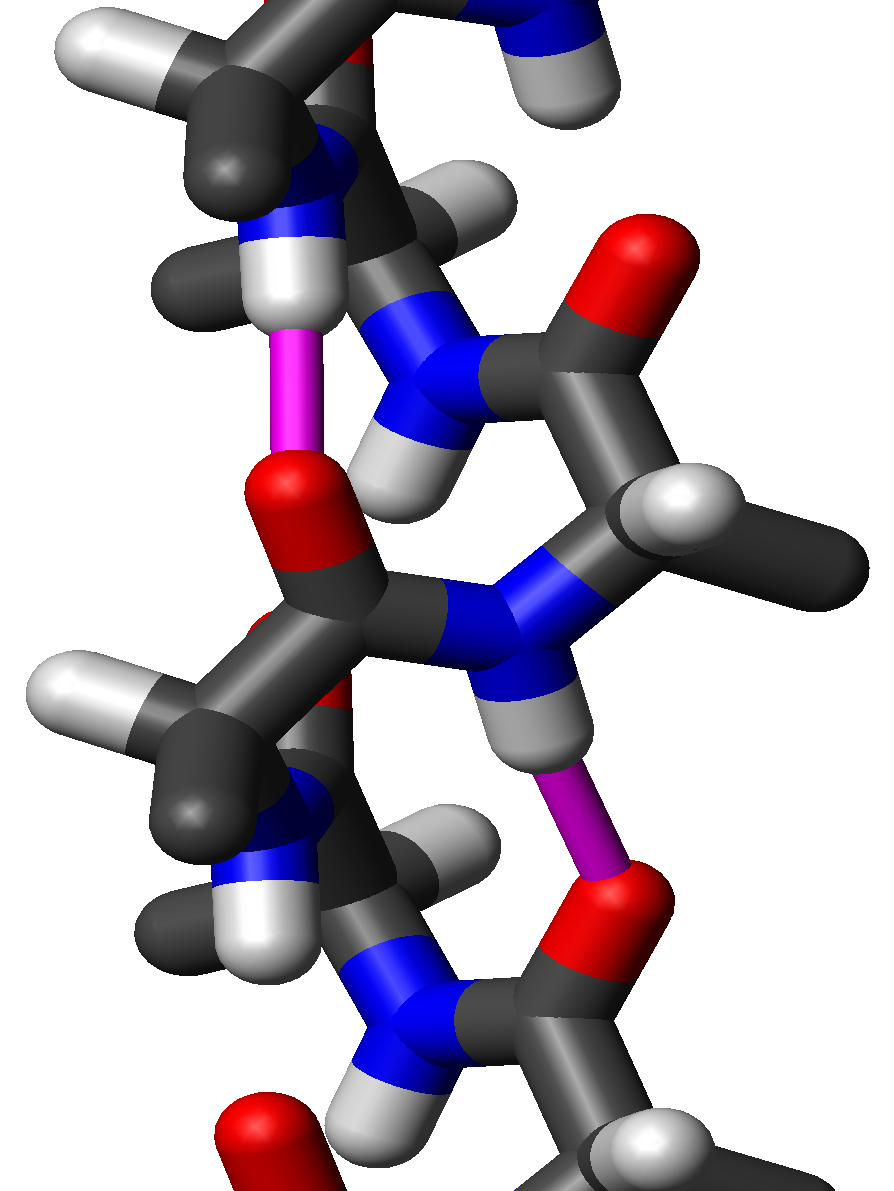
Вид сбоку на 3_{10}-спираль из молекул аланина с подробной атомной деталировкой. Две водородные связи с одной и той же пептидной группой выделены пурпурным цветом; расстояние кислород-водород составляет 1,83 Å. Белковая цепь идёт вверх, то есть её N-конец находится внизу, а его C-конец — вверху рисунка. Обратите внимание, что боковые цепи указывают немного вниз, то есть к N-концу

Спираль 310 (спираль 3.10) — тип вторичной структуры, встречающийся в белках и полипептидах. Из множества присутствующих вторичных структур белка 310-спираль является четвёртым наиболее часто наблюдаемым типом после α-спиралей, β-листов и β-поворотов. 310-спирали составляют почти 15-20 % от всех спиралей во вторичных структурах белков и обычно наблюдаются как продолжения α-спиралей, обнаруживаемые либо на их N-, либо на C-концах. 310-спирали в белках обычно имеют длину всего от трёх до пяти остатков по сравнению со средним значением 10-12 остатков для α-спиралей. Из-за тенденции α-спиралей к последовательному сворачиванию и разворачиванию было предложено, что 310-спираль служит своего рода промежуточной конформацией при сворачивании/разворачивании α-спиралей.

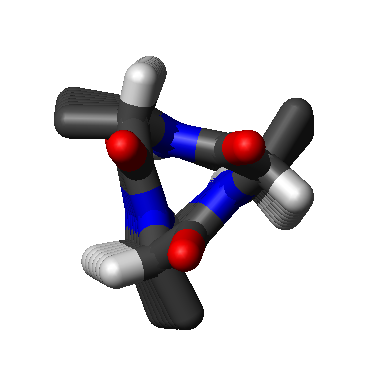
3_{10}-спираль из молекул аланина, вид сверху. Три карбонильные группы, направленные вверх в сторону наблюдателя, разнесены по кругу примерно на 120°, что соответствует 3,0 аминокислотным остаткам на оборот спирали.

## Открытие
Макс Перуц, глава лаборатории молекулярной биологии при Медицинском исследовательском совете Кембриджского университета, написал первую статью, в которой задокументировал спираль 310. Вместе с Лоуренсом Брэггом и Джоном Кендрю Перуц опубликовал исследование конфигураций полипептидных цепей в 1950 году, основанное на данных некристаллической дифракции, а также на кристаллических структурах малых молекул, таких как кристаллы, обнаруженные в волосах. Их предложения включали то, что сейчас известно как спираль 310, но не включали два более распространённых структурных мотива, которые были открыты несколько позже. В следующем году Линус Полинг предсказал оба этих мотива, альфа-спираль и бета-лист, в работе, которая теперь сравнивается по значимости с публикацией Фрэнсиса Крика и Джеймса Д. Уотсона о двойной спирали ДНК. Полинг очень критически относился к спиральным структурам, предложенным Брэггом, Кендрю и Перуцем, и заявлял, что все они неправдоподобны.
Статья Полинга и Кори поразила меня словно громом. В отличие от спиралей Кендрю и моей, их спирали были свободны от деформации; все амидные группы были плоскими, и каждая карбонильная группа образовывала идеальную водородную связь с каждым четвертым аминокислотным остатком, находящимся далее по цепочке. Строение выглядело совершенно правильно. Как я мог это пропустить?
— Макс Перуц, 1998г.
Позже в тот же день Перуцу пришла в голову идея провести эксперимент, чтобы подтвердить модель Полинга, и он бросился в лабораторию, чтобы осуществить её. В течение нескольких часов у него были доказательства, подтверждающие альфа-спираль, которую он первым делом показал Брэггу в понедельник. Подтверждение Перуцем структуры альфа-спирали было опубликовано в журнале Nature вскоре после этого. Принципы, применённые в статье 1950 года к теоретическим полипептидным структурам, относящимся к спирали 310, включали:
- Цепи удерживаются вместе за счёт водородной связи между атомами водорода и кислорода различных соседних амидных (пептидных) звеньев, образующихся при конденсации аминокислот с образованием полипептидной цепи. Они образуют спиральные конструкции, которые невозможно распутать без разрыва водородных связей.
- Те структуры, в которых все доступные группы NH и CO связаны водородными связями, по своей природе более вероятны, потому что их свободная энергия предположительно ниже.

Структура спирали 310 была в конечном итоге подтверждена Кендрю в его структуре миоглобина 1958 года, а также была повторно обнаружена в 1960 году, когда Перуц определил структуру гемоглобина и уточнена в последующих трудах над его деоксигенированной и оксигенированной формами.
В настоящее время известно, что спираль является 310 четвёртым наиболее часто наблюдаемым типом после α-спиралей, β-листов и β-поворотов. Это почти всегда короткие участки, почти 96 % которых содержат четыре или меньше аминокислотных остатков :44, появляющиеся в таких местах, как «углы», где α-спирали меняют своё направление, например, в структуре миоглобина. Более длинные участки, в диапазоне от семи до одиннадцати остатков, наблюдались в сегменте сенсора напряжения потенциал-управляемых калиевых каналов в трансмембранном домене некоторых спиральных белков.

## Структура

Основные двугранные углы пептидной связи φ, ψ и ω. В показанной конфигурации все три угла равны 180°.

Аминокислоты в спирали 310 расположены в форме правозакрученной спиральной структуры. Каждая аминокислота соответствует повороту спирали на 120° (то есть спираль имеет три остатка на виток), сдвигу на 2,0 Å вдоль оси спирали, и имеет 10 атомов в кольце, образованном водородной связью:44-45. Наиболее важно то, что группа NH аминокислоты образует водородную связь с группой C=O аминокислоты тремя остатками ранее; эта повторяющаяся i + 3 → i водородная связь определяет 310-спираль. Подобные структуры построения встречаются у α-спирали (i + 4 → i водородная связь) и Пи-спирали (i + 5 → i водородная связь) :44–45.
Аминокислотные остатки в длинных 310-спиралях принимают (φ, ψ) двугранные углы около (−49°, −26°). Многие 310-спирали в белках короткие, поэтому отклоняются от этих значений. В более общем смысле, остатки в длинных 310-спиралях образуют двугранные углы, так что двугранный угол ψ одного остатка и двугранный угол φ следующего остатка в сумме составляют примерно −75°. Для сравнения, сумма двугранных углов для α-спирали составляет примерно −105°, а для π-спирали — примерно −125°:44–45 .
Общая формула для угла поворота Ω на остаток любой полипептидной спирали с транс-изомерами даётся уравнением: :40
{\displaystyle 3\cos \Omega =1-4\cos ^{2}\left({\frac {\varphi +\psi }{2}}\right)}
и поскольку для идеальной 310-спирали Ω = 120°, отсюда следует, что φ и ψ должны быть связаны соотношением:
{\displaystyle \cos \left({\frac {\varphi +\psi }{2}}\right)={\frac {\sqrt {10}}{4}},}
в соответствии с наблюдаемым значением φ + ψ около −75° :44.
Значение двугранных углов в 310-спирали относительно углов α-спирали можно объяснить короткой длиной этой спирали — от 3 до 5 остатков в длину по сравнению 10-12 остатками у α-спирали. 310-спирали часто возникают в переходных участках молекул, что определяет их небольшой размер, и приводит к отклонениям в распределении углов кручения их основной цепи и, следовательно, к неравномерностям. Их сети водородных связей искажены по сравнению с α-спиралями, что способствует их нестабильности, хотя частое появление спирали 310 в природных белках демонстрирует их важность в переходных структурах.

## Стабильность
Благодаря исследованиям, проведённым Мэри Карпен, Питером Де Хасетом и Кеннетом Нитом, были выявлены факторы стабильности в 310-спиралях. Спирали наиболее заметно стабилизируются остатком аспартата на неполярном N- конце, который взаимодействует с амидной группой на спиральном N- конце. Это электростатическое взаимодействие стабилизирует пептидные диполи в параллельной ориентации. Подобно непрерывным спиральным водородным связям, которые стабилизируют α-спирали, высокие уровни аспартата столь же важны для сохранности 310-спиралей. Высокая частота встречаемости аспартата как в 310-спирали, так и в α-спиралях указывает на его влияние в инициации и распространении спирали, но в то же время предполагает, что он способствует стабилизации 310-спирали, ингибируя распространение α-спиралей.